# Râul Chirghiș
Râul Chirghiș (în rusă Киргиж, în ucraineană Киргіж) este un râu din bazinul Dunării care străbate partea de sud-vest a Regiunii Odesa din Ucraina, afluent de stânga al râului Chirghiș-Chitai.

## Date geografice
Râul Chirghiș are o lungime de 54 km și o suprafață a bazinului de 219 km². El izvorăște din apropierea orașului Tarutino (Raionul Tarutino), curge pe direcția sud, trece pe teritoriul Raionului Arciz și se varsă în râul Chirghiș-Chitai, în dreptul localității Cotul-Chitaiului. 
În partea superioară străbate o vale cu o lățime de 2 km din Podișul Podoliei și apoi se varsă printr-o vale cu lățimea de 300-500 m în râul Chirghiș-Chitai, în zona de șes a Câmpiei Dunării. În sezonul de vară, debitul său scade foarte mult. Apele sale sunt folosite pentru alimentarea cu apă potabilă a zonei și pentru irigații. Au fost construite două rezervoare de apă.
Principalele localități traversate de râul Chirghiș sunt satele Malu-Mic, Ciuleni, Cuporani și Cotul-Chitaiului.  